# Денвер нагетси — достигнућа и рекорди
Ова страница детаљно описује статистику свих времена, рекорде и друга достигнућа која се односе на Денвер нагетсе.

## Појединачни рекорди

### Лидери франшизе
Подебљано означава још увек активан са тимом.
Курзив означава још увек активан али не са тимом. 
Постигнути кошеви (регуларна сезона) (од сезоне 2022–23)
1. Алекс Инглиш (21.645)
2. Ден Ајсел (16.589)
3. Кармело Ентони (13.970)
4. Никола Јокић (12.054)
5. Дејвид Томпсон (11.992)
6. Ралф Симпсон (10.130)
7. Бајрон Бек (8.602)
8. Фет Левер (8.081)
9. Махмуд Абдул-Рауф (7.029)
10. Џамал Мари (6.937)
11. Нене (6.868)
12. Кики Вандевег (6.829)
13. Вил Бартон (6.695)
14. Антонио Мекдајс (6.555)
15. Дејв Робиш (6.181)
16. Реџи Вилијамс (5.934)
17. Тај Лоусон (5.923)
18. Лари Џонс (5.745)
19. Мајкл Адамс (5.534)
20. Андре Милер (5.354)

#### Остале статистике (регуларна сезона)
(од сезоне 2022–23)
| Највише одиграних минута | Највише одиграних минута |
| Играч                    | Минута                   |
| ------------------------ | ------------------------ |
| Алекс Инглиш             | 29.893                   |
| Ден Ајсел                | 25.198                   |
| Кармело Ентони           | 20.521                   |
| Бајрон Бек               | 19.197                   |
| Никола Јокић             | 18.341                   |
| Ти Ар Дан                | 18.322                   |
| Дејвид Томпсон           | 16.902                   |
| Фет Левер                | 16.867                   |
| Нене                     | 16.445                   |
| Ралф Симпсон             | 16.227                   |

| Највише скокова | Највише скокова |
| Играч           | Скокова         |
| --------------- | --------------- |
| Ден Ајсел       | 6.630           |
| Никола Јокић    | 6.273           |
| Бајрон Бек      | 5.261           |
| Дикембе Мутомбо | 4.811           |
| Алекс Инглиш    | 4.686           |
| Џулиус Киј      | 4.547           |
| Маркус Кемби    | 4.117           |
| Нене            | 3.859           |
| Кенет Фарид     | 3.634           |
| Фет Левер       | 3.621           |

| Највише асистенција | Највише асистенција |
| Играч               | Асистенција         |
| ------------------- | ------------------- |
| Никола Јокић        | 3.959               |
| Алекс Инглиш        | 3.679               |
| Фет Левер           | 3.566               |
| Андре Милер         | 2.978               |
| Тај Лоусон          | 2.745               |
| Мајкл Адамс         | 2.181               |
| Ник ван Ексел       | 2.047               |
| Ден Ајсел           | 2.005               |
| Ралф Симпсон        | 1.950               |
| Бил Ханзлик         | 1.764               |

| Највише украдених лопти | Највише украдених лопти |
| Играч                   | Укредене лопте          |
| ----------------------- | ----------------------- |
| Фет Лавер               | 1,167                   |
| Ти Ар Дан               | 1,070                   |
| Алекс Инглиш            | 854                     |
| Ден Ајсел               | 798                     |
| Никола Јокић            | 714                     |
| Нене                    | 694                     |
| Боби Џонс               | 660                     |
| Кармело Ентони          | 634                     |
| Реџи Вилијамс           | 632                     |
| Мајкл Адамс             | 602                     |

| Највише блокада | Највише блокада |
| Играч           | Блокаде         |
| --------------- | --------------- |
| Дикембе Мутомбо | 1.486           |
| Маркус Кемби    | 1,126           |
| Вејн Купер      | 830             |
| Боби Џонс       | 625             |
| Алекс Инглиш    | 624             |
| Крис Андерсен   | 624             |
| Антонио Макдајс | 604             |
| Раеф Лафренц    | 556             |
| Нене            | 508             |
| Дени Шејес      | 470             |

| Највише постигнутих тројки | Највише постигнутих тројки |
| Играч                      | Постигнуте тројке          |
| -------------------------- | -------------------------- |
| Џамал Мари                 | 845                        |
| Вил Бартон                 | 804                        |
| Џеј Ар Смит                | 768                        |
| Мајкл Адамс                | 630                        |
| Никола Јокић               | 593                        |
| Гери Харис                 | 565                        |
| Вилсон Чендлер             | 540                        |
| Данило Галинари            | 535                        |
| Чонси Билапс               | 514                        |
| Дејл Ели                   | 448                        |

## Индивидуална достигнућа

### НБА
- Никола Јокић – 2021, 2022.

Најкориснији играч финала конференције НБА
- Никола Јокић – 2023.

Најкориснији играч НБА финала
- Никола Јокић – 2023

Одбрамбени играч године НБА
- Дикембе Мутомбо – 1995.
- Маркус Камби – 2007.

Играч НБА који је највише напредовао
- Махмуд Абдул-Рауф – 1993.

Тренер године НБА
- Даг Мо – 1988.
- Џорџ Карл – 2013.

НБА спортска личност године
- Чонси Билапс – 2009.

Награда Ј. Валтера Кенедија
- Ден Ајсел – 1985
- Алекс Инглиш – 1988
- Кенет Фарид – 2013

НБА извршни директор године
- Винс Борила – 1985
- Марк Варкентајн – 2009
- Масају Уџири – 2013

Идеални тим НБА − први тим
- Дејвид Томпсон – 1977, 1978
- Никола Јокић – 2019, 2021, 2022

Идеални тим НБА − други тим
- Алекс Инглиш – 1982, 1983, 1986
- Лафајет Левер – 1987
- Кармело Ентони – 2010
- Никола Јокић – 2020, 2023

Идеални тим НБА − трећи тим
- Антонио Макдајс – 1999
- Кармело Ентони – 2006, 2007, 2009
- Чонси Билапс – 2009

Идеални одбрамбени тим НБА − прва постава
- Боби Џонс – 1977, 1978
- Маркус Камби – 2007, 2008

Идеални одбрамбени тим НБА − друга постава
- Ти Ар Дан – 1983–1985
- Бил Ханзлик – 1986
- Лафајет Левер – 1988
- Дикембе Мутомбо – 1995
- Маркус Камби – 2005, 2006

Идеални тим новајлија НБА − први тим
- Дикембе Мутомбо – 1992
- Лафонсо Елис – 1993
- Антонио Мекдајс – 1996
- Нене – 2003
- Кармело Ентони – 2004
- Кенет Фарид – 2012
- Никола Јокић – 2016

Идеални тим новајлија НБА − други тим
- Махмуд Абдул-Рауф – 1991
- Марк Мејкон – 1992
- Џејлен Роуз – 1995
- Боби Џексон – 1998
- Џејмс Поузи – 2000
- Јусуф Нуркић – 2015
- Емануел Мудај – 2016
- Џамал Мари – 2017
- Бонс Хајланд – 2022

### НБА Ол-стар викенд
НБА ол-стар меч
- Ден Ајсел – 1977
- Боби Џонс – 1977, 1978
- Дејвид Томпсон – 1977, 1978, 1979
- Џорџ Макгинис‎ – 1979
- Алекс Инглиш – 1982, 1983, 1984, 1985, 1986, 1987, 1988, 1989
- Кики Вандевеге – 1983, 1984
- Келвин Нет – 1985
- Фет Левер – 1988, 1990
- Дикембе Мутомбо – 1992, 1995, 1996
- Антонио Макдајс – 2001
- Кармело Ентони – 2007, 2008, 2010, 2011
- Ален Ајверсон – 2007, 2008
- Чонси Билапс – 2009, 2010
- Никола Јокић – 2019, 2020, 2021, 2022, 2023

Списак главних тренера НБА Ол-стар утакмице
- Лари Браун – 1977
- Џорџ Карл – 2010
- Мајкл Малон – 2019, 2023

НБА такмичење у брзом шутирању тројки
- Вошон Ленард – 2004

### АБА лига
Најкориснији играч АБА
- Спенсер Хејвуд – 1970

Новајлија године
- Спенсер Хејвуд – 1970
- Дејвид Томпсон – 1976

АБА ол-стар меч
- Ралф Симпсон - 1972, 1973, 1974, 1975, 1976
- Лери Џонс - 1968, 1969, 1970
- Бајрон Бек - 1969, 1976
- Ворен Џабали - 1973, 1974
- Вејн Хајтауер - 1969
- Спенсер Хејвуд - 1970
- Џулијус Кији - 1971
- Арт Бекер - 1972
- Мек Келвин - 1975
- Мајк Грин - 1975
- Ден Ајсел - 1976
- Дејвид Томпсон - 1976
- Боби Џонс - 1976
- Клауд Тери - 1976
- Чак Вилијамс - 1976
- Гас Ђерард - 1976
- Монти Тоун - 1976
- Роџер Браун - 1976
- Џими Фостер - 1976

Најкориснији играч АБА финала
- Спенсер Хејвуд - 1970
- Ворен Џабали - 1973
- Дејвид Томпсон - 1976

АБА тренер године
- Лари Браун – 1975, 1976

АБА тим свих времена
- Мек Калвин
- Спенсер Хејвуд
- Ден Ајсел
- Ворен Џабали
- Дејвид Томпсон

Ол АБА први тим
- Лари Џонс – 1968, 1969, 1970
- Спенсер Хејвуд – 1970
- Ворен Џабали – 1973
- Мак Калвин - 1975
- Ралф Симпсон - 1976

Ол АБА други тим
- Лери Кенон – 1971
- Ралф Симпсон - 1972, 1973
- Боби Џонс - 1976
- Ден Ајсел - 1976
- Дејвид Томпсон - 1976

Ол АБА одбрамбени тим
- Џулиус Кеј – 1973, 1974
- Боби Џонс - 1975, 1976

Ол АБА тим новајлија
- Волт Пјатковски – 1969
- Спенсер Хејвуд – 1970
- Мајк Грин – 1974
- Боби Џонс – 1975
- Дејвид Томпсон - 1976

## Рекорд франшизе за шампионате
| Првенства             | Првенства                                                                      | Првенства     | Првенства     | Првенства     |
| Шампиони              | Сезона                                                                         |               |               |               |
| НБА првенство         | НБА првенство                                                                  | НБА првенство | НБА првенство | НБА првенство |
| --------------------- | ------------------------------------------------------------------------------ | ------------- | ------------- | ------------- |
| 1                     | 2023.                                                                          |               |               |               |
| Шампиони конференције |                                                                                |               |               |               |
| 1                     | 2023.                                                                          |               |               |               |
| Шампиони дивизије     |                                                                                |               |               |               |
| 12                    | 1970., 1975., 1977., 1978, 1985, 1988, 2006., 2009., 2010., 2019., 2020., 2023 |               |               |               |